# Boeckella calcaris
Boeckella calcaris е вид челюстнокрако от семейство Centropagidae. Видът е уязвим и сериозно застрашен от изчезване.

## Разпространение
Разпространен е в Боливия и Перу.